# Alejandro M. Sinibaldi
Alejandro Sinibaldi (Ciudad de Guatemala,  1836-1896) fue efímeramente Primer Designado, Encargado de la Presidencia de la República de Guatemala.  Era un empresario guatemalteco de ascendencia italiana y proveniente de la clase alta-media. Hijo de Máxima Castro Galvez y el  Marqués Alejandro de Sinibaldi y Albora quien ya naturalizado guatemalteco fue dos veces regidor de la municipalidad de la ciudad capital de Guatemala.
Por ser el Primer Designado a la presidencia de la República,  le correspondió asumir interinamente la presidencia de Guatemala en los difíciles días que siguieron a la muerte del presidente general Justo Rufino Barrios en la Batalla de Chalchuapa el 2 de abril de 1885.

## Presidente interino de Guatemala
Sinibaldi Castro ocupó el cargo de Primer Designado a la presidencia (lo que hoy se conoce como vicepresidencia) durante el período comprendido a partir del 30 de abril de 1884 al 20 de marzo de 1885.
Cuando falleció el presidente de la República, el general Justo Rufino Barrios en la Batalla de Chalchuapa el 2 de abril de 1885, Sinibaldi Castro asumió como Encargado de la Presidencia de la República de Guatemala, ratificado por el Consejo de Ministros. En un mensaje sumamente breve informó a los ciudadanos de la muerte del general Barrios y solicitó el apoyo de todos para su presidencia interina; poco después, emitió un segundo decreto en el que dejaba al Ministro de la Guerra, general Juan Martín Barrundia, que actuara como mejor conviniese a los intereses del país, ante ola de pasiones que se desató tras conocerse la muerte de Barrios.
Ante los desórdenes que se estaban suscitando —hubo quienes arrastraron por la calle el retrato del fallecido general Barrios y quienes urgían al general Felipe Cruz que aprovechara el grueso del ejército derrotado en Chalchuapa para tomar el poder— Barrundia  se erigió como dictador militar y decretó el estado de sitio ante lo cual los ciudadanos alarmados , recurrieron a la Asamblea Nacional Legislativa y al cuerpo consular para que mediara en el asunto. El cuerpo legislativo, dirigido por Ángel María Arroyo y Manuel Echeverría entró en acción y decidió aceptar la renuncia de Sinibaldi y de su gabinete en pleno y pedir al segundo designado a la presidencia que ocupara la primera magistratura;. la persona señalada era el general Manuel Lisandro Barillas Bercián, jefe político de Quetzaltenango a quien de inmediato salieron a buscar para que tomara las riendas del Estado lo antes posible.
Barillas llegó a la puerta del Cementerio General de Guatemala en el instante del sepelio del general Justo Rufino Barrios y exigió a Juan Martín Barrundia —hasta pocos días antes Ministro de Guerra de Barrios y principal candidato a quedarse en la presidencia— que le fuera entregado el poder, aduciendo que un número regular de tropa venía con él, indicándole a Barrundia que la tropa estaba acantonada a inmediaciones de la ciudad. La tropa de la cual hablaba no existía y así marchó al Palacio de Gobierno para asumir la primera magistratura de la Nación.
Cuando Barrundia comprendió su error, ya era tarde; decidió alejarse del país por un tiempo, ya que disponía de los medios necesarios para ello, aunque regresó a Guatemala en 1888, para finalmente radicarse en México desde donde publicó folletos en contra del gobierno de Barillas.

## Muerte
Sinibaldi Castro falleció en 1896 y sus restos fueron sepultados en el Cementerio General de la Ciudad de Guatemala.

## Galería de imágenes

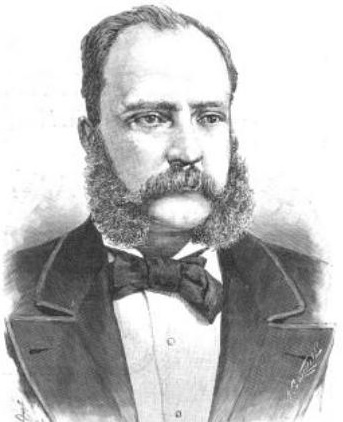
Juan Martín Barrundia, ministro de la Guerra de Justo Rufino Barrios y quien quiso alzarse con la presidencia presionando a Sinibaldi.
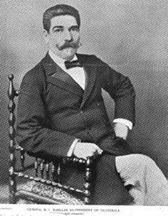
Retrato del general Manuel Lisandro Barillas Bercián, quien se quedó en la presidencia interina en sustitución de Sinibaldi Castro. Retrato de cerca de 1890.
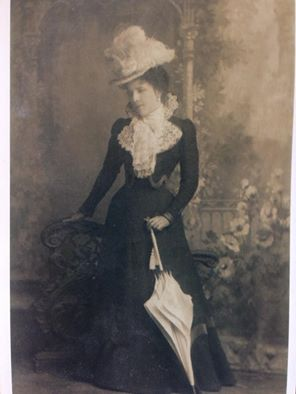
Retrato de María Sinibaldi y Ramírez, una de las hijas de Sinibaldi Castro.  Fotografía de cerca de 1890.